# الحارث بن معاذ
الحارث بن معاذ الأشهلي الأوسي صحابي، أخو سعد بن معاذ، ذكره عروة بن الزبير فيمن شهد غزوة بدر.